# Typhlomys nanus
Typhlomys nanus — це вид ссавців з родини Platacanthomyidae. Ендемік китайської провінції Юньнань. Його довжина голови й тулуба становить 70,00 ± 4,58 мм. Шерсть на спині попелясто-сіра, а на черевній частині шиферного кольору з деякими волосками кремового кольору. Його видова назва, nanus, на латині означає «карлик».